# ヘルファネ・カスタネール
ヘルファネ・カスタネール（Gervane Kastaneer、1996年6月9日 - ）は、オランダ・ロッテルダム出身のプロサッカー選手。PECズヴォレ所属。キュラソー代表。ポジションは、フォワード(WG)。

## 経歴

### クラブ
2012-13シーズンからエールステ・ディヴィジのFCドルトレヒトでキャリアをスタート。翌シーズンADOデン・ハーグに移籍。2017年7月、ブンデスリーガ2部の1.FCカイザースラウテルンに移籍。2018年6月、カイザースラウテルンの3部降格後に退団し、NACブレダに2年契約で移籍。
2019年6月、コヴェントリー・シティFCへ移籍。
2021年7月、PECズヴォレへ完全移籍。

### 代表
2018年11月のアメリカ領ヴァージン諸島代表戦でキュラソー代表としてデビューした。